# Cara Hilton

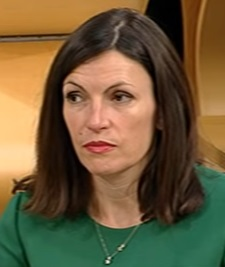
Cara Hilton

Cara Hilton (* 1975 in Grangemouth) ist eine schottische Politikerin und Mitglied der Scottish Labour Party.

## Leben
Hilton wurde als Tochter der Politikerin Cathy Peattie geboren, die über drei Wahlperioden hinweg den Wahlkreis Falkirk East im schottischen Parlament vertrat. Sie besuchte die Grangemouth High School und studierte dann Politikwissenschaften an der Universität von Strathclyde, die sie mit einem Bachelorabschluss verließ. Sie wechselte an die Universität Leicester, wo sie einen Masterabschluss in europäischem Arbeitsrecht erwarb. Des Weiteren erhielt sie einen Abschluss in Erziehungswissenschaften von der Open University. Zunächst war Hilton in Leeds für den National Health Service tätig und wechselte dann in den Bereich Bildungsplanung der Stadt York. Dann war Hilton für die Gewerkschaft USDAW tätig. Im Jahre 2007 kehrte Hilton nach Schottland zurück und wurde zunächst Assistentin der Labour-Abgeordneten Karen Whitefield, später des Unterhausabgeordneten Thomas Docherty. Hilton ist Mutter dreier Kinder.

## Politischer Werdegang
Bereits im Alter von 15 Jahren trat Hilton in die Labour Party ein. Nachdem sie bereits für Abgeordnete der Labour Party tätig gewesen war, bewarb sie sich bei den Regionalratswahlen 2012 und sitzt seit Mai 2012 für Dunfermline im Regionalrat von Fife. Nach dem Rücktritt des SNP-Abgeordneten Bill Walker wurden in dessen Wahlkreis Dunfermline Nachwahlen erforderlich. Die Labour Party stellte Hilton gegen die SNP-Kandidatin Shirley-Anne Somerville auf. Hilton gelang es die Stimmmehrheit auf sich zu vereinen, woraufhin sie erstmals in das schottische Parlament einzog.